# Варухас, Аристидис
Аристидис Варухас греч.  Αριστείδης Βαρούχας , Рим середина XIX века — Рим неизвестно, после 1907 года) — греческий художник конца 19-го — начала 20-го веков.

## Биография

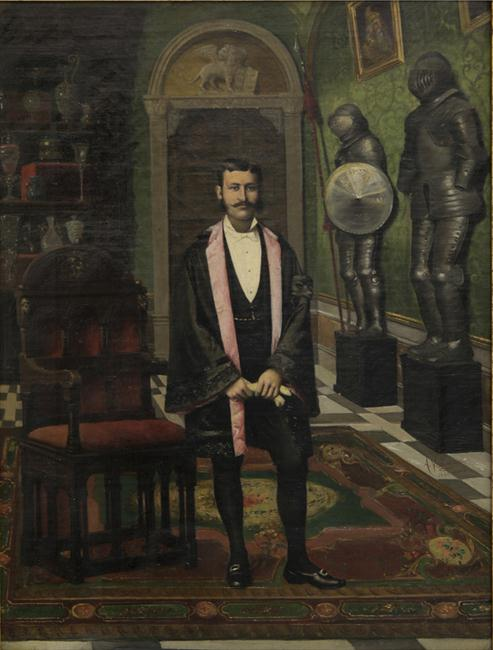
Портрет мужчины deguise, 1882

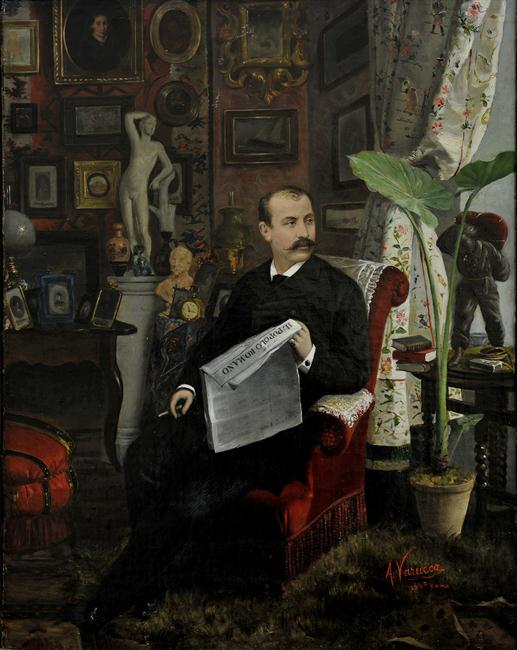
Мужчина читающий газету (1882).

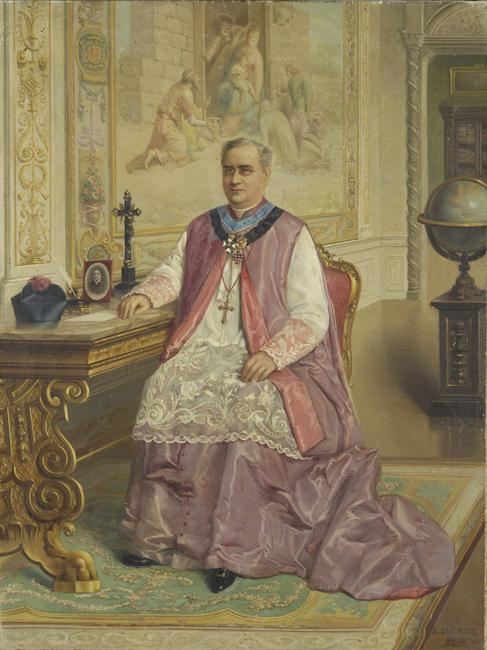
Потртет священника (Μichele Grivelli), 1904

Аристидис Варухас, также как его отец, Георгиос Варухас (? — 1896), принадлежит к той небольшой группе греческих художников, чьи картины хранятся и выставляются в Национальной галере Греции, но сведения о которых отрывочны.
Известно, что род отца происходил с острова Крит, сам Георгиос Варухас родился в городе Аргостолион на острове Кефалиния, бо́льшую часть своей жизни прожил в Риме, где и умер в 1896 году.
Здесь, в Риме, в середине 19-го века, родился Аристидис Варухас.
В семье был ещё один мальчик, Темистоклис Варухас, который также стал художником.
Не располагаем достоверными данными, где и когда Аристидис Варухас учился.
Варухас писал в основном портреты в академическом стиле. Многие портреты написаны на Ионических островах.
Художник не отдалялся от художественной жизни Греции, что подтверждается его участием в «Панэллинской выставке» «Олимпия» в Афинах в 1888 году.
В 1907 году Аристидис Варухас стал Кавалером Большого креста ордена Короны Италии (итал. Cavaliere di Gran Croce dell'Ordine della Corona d'Italia).
Не располагаем достоверной датой смерти Аристидиса Варухаса.